# Quận Randolph, Alabama
Quận Randolph là một quận thuộc tiểu bang Alabama, Hoa Kỳ. Theo điều tra dân số năm 2000 của Cục điều tra dân số Hoa Kỳ, quận có dân số người. Quận lỵ đóng ở. Quận được đặt tên theo.